# باتسم (اوهایو)
باتسم (به انگلیسی: Botzum) یک منطقهٔ مسکونی در ایالات متحده آمریکا است که در شهرستان سامیت، اوهایو واقع شده‌است.